# Селва Пјана (Терамо)
Селва Пјана (итал. Selva Piana) је насеље у Италији у округу Терамо, региону Абруцо.
Према процени из 2011. у насељу је живело 31 становника. Насеље се налази на надморској висини од 71 м.